# Eupterotegaeus pseudosculptus
Eupterotegaeus pseudosculptus är en kvalsterart som först beskrevs av Coggi 1900.  Eupterotegaeus pseudosculptus ingår i släktet Eupterotegaeus och familjen Cepheidae. Inga underarter finns listade i Catalogue of Life.